# ديفيد لاك (كاتب خيال علمي)
ديفيد لاك (بالإنجليزية: David Lake)‏ هو كاتب خيال علمي أسترالي، ولد في 26 مارس 1929 في بنغالور في الهند، وتوفي في 31 يناير 2016.